# Seznam slovenských hráčů v NHL v sezóně 2015/2016
Seznam slovenských hráčů v NHL v sezóně 2015/2016 uvádí slovenské hokejisty, kteří v této sezóně hráli za některý tým v kanadsko-americké NHL.

| Tým                 | Věk | Hráč            | Post | Počet zápasů ZČ | Branky ZČ | Asistence ZČ | Body ZČ | Počet zápasů v play off     | Branky v play off | Asistence v play off | Body v play off |
| ------------------- | --- | --------------- | ---- | --------------- | --------- | ------------ | ------- | --------------------------- | ----------------- | -------------------- | --------------- |
| Detroit Red Wings   | 25  | Tomáš Tatar     | F    | 81              | 21        | 24           | 45      | 5                           | 0                 | 3                    | 3               |
| Boston Bruins       | 38  | Zdeno Chára     | D    | 80              | 9         | 28           | 37      | Ne                          |                   |                      |                 |
| Chicago Blackhawks  | 36  | Marián Hossa    | F    | 64              | 13        | 20           | 33      | 7                           | 3                 | 2                    | 5               |
| Edmonton Oilers     | 29  | Andrej Sekera   | D    | 81              | 6         | 24           | 30      | Ne                          |                   |                      |                 |
| Los Angeles Kings   | 33  | Marián Gáborík  | F    | 54              | 12        | 10           | 22      | 4                           | 0                 | 1                    | 1               |
| Chicago Blackhawks  | 21  | Marko Daňo      | F    | 34              | 5         | 5            | 10      | přestoupil do Winnipeg Jets |                   |                      |                 |
| Chicago Blackhawks  | 24  | Richard Pánik   | F    | 30              | 6         | 2            | 8       | 6                           | 0                 | 3                    | 3               |
| Toronto Maple Leafs | 23  | Martin Marinčin | D    | 65              | 1         | 6            | 7       | Ne                          |                   |                      |                 |
| Detroit Red Wings   | 23  | Tomáš Jurčo     | F    | 44              | 4         | 2            | 6       | Ne                          |                   |                      |                 |
| New York Islanders  | 30  | Jaroslav Halák  | G    | 36              | 0         | 1            | 1       | Ne                          |                   |                      |                 |
| New York Rangers    | 24  | Marek Hrivík    | F    | 5               | 0         | 1            | 1       | Ne                          |                   |                      |                 |
| Los Angeles Kings   | 33  | Peter Budaj     | G    | 1               | 0         | 0            | 0       | Ne                          |                   |                      |                 |

- F = Útočník
- D = Obránce
- G = Brankář